# Южное (Азовский немецкий национальный район)
Южное — деревня в Азовском немецком национальном районе Омской области России. Входит в состав Азовского сельского поселения.
Население — 248 человек (2021).
Основано как отделение совхоза «Сосновский» в 1930 году.

## Физико-географическая характеристика
Село находится в пределах лесостепной зоны Ишимской равнины, являющейся частью Западно-Сибирской равнины, на высоте около 108 метров над уровнем моря. Рельеф равнинный. Гидрографическая сеть не развита: реки и озёра в окрестностях населённого пункта отсутствуют. Почвы — лугово-чернозёмные солонцеватые и солончаковые.
Расстояние до районного центра села Азово составляет 17 км, до областного центра города Омск — 55 км.

## История
Основано как отделение совхоза «Сосновский» в 1930 году. В 1940 году деревня передана из Сосновского в Азовский сельский совет. В марте 1957 году Южное вошло в состав вновь образованного совхоза «Азовский».
В 1962 году указом Президиума Верховного Совета РСФСР населенный пункт второго отделения Азовского совхоза переименован в село Южное.
С 1963 года — в составе Таврического района, с 1992 года — в составе Азовского немецкого национального района.

## Население
| 2002 | 2010 | 2021 |
| ---- | ---- | ---- |
| 242  | ↗247 | ↗248 |

### Гендерный состав
Согласно результатам переписи 2002 года проживало 113 мужчин, 129 женщин.
По данным Всероссийской переписи населения 2010 года в гендерной структуре населения из 247 человек мужчин — 119, женщин — 128 (48,2 и 51,8 % соответственно).

### Национальный состав
Согласно результатам переписи 2002 года, в национальной структуре населения русские составляли 49 %, немцы 36 % от общей численности населения в 242 чел..

## Инфраструктура
Личное подсобное хозяйство.
Основа экономики — сельское хозяйство.
Школа.

## Транспорт
Деревня доступна автотранспортом.
Остановка общественного транспорта «Южное».